# Kigeli V av Rwanda
Kigeli V, Jean-Baptiste Ndahindurwe, född 29 juni 1936 i Kamembe nära Cyangugu i Kungariket Rwanda, död 16 oktober 2016 i Oakton i Fairfax County i Virginia i USA, var kung av Kungariket Rwanda 1959–1961, och halvbror till Mutara III. Vid Mutaras död 1959 efterträdde Kigeli honom som regent. Kigeli avsattes som kung 1961 i en statskupp stödd av Belgien och Dominique Mbonyumutwa blev landets förste president. Kigeli flyttade då till Tanganyika. Senare flyttade han till Nairobi i Kenya och efter att ha bott i olika afrikanska länder flyttade han till Washington, D.C. i USA 1992, där han levde till sin död. Han drev stiftelsen King Kigeli V Foundation.
Eftersom kungariket Rwandas tradition förbjöd kungen av Rwanda att gifta sig utomlands förblev Kigeli ogift. Kungahuset utsåg i januari 2017 Kigelis syskonbarn Emmanuel Bushayija till ny kung i exil av Rwanda. Denne har tagit regentnamnet Yuhi VI.
Efter Kigelis död har det spekulerats i att Jacqueline Rwivanga är hans biologiska dotter.

## Utmärkelser
- Stormästare och Storkors av kungl. Rwandiska Trumorden (StkRwTO), först förlänad av Kigeli.
- Stormästare och Storkors av kungl. Rwandiska Kronorden (StkRwKrO), först förlänad av Kigeli.
- Stormästare och Storkors av kungl. Rwandiska Krontraneorden (StkRwKtO), först förlänad av Kigeli.
- Stormästare och Storkors av kungl. Rwandiska Lejonorden (StkRwLO), först förlänad av Mutara III Rudahigwa.